# Asiatische Tigermücke
Die Asiatische Tigermücke, gelegentlich auch „Tigermoskito“ (Aedes albopictus, Synonym: nach bis heute umstrittenem Vorschlag aus dem Jahr 2004 Stegomyia albopicta), ist eine ursprünglich in den süd- und südostasiatischen Tropen und Subtropen beheimatete Stechmückenart. Sie ist als Überträger von Krankheitserregern wie dem Zika-Virus, dem Chikungunya-Virus und dem Dengue-Virus bedeutsam. In den letzten Jahrzehnten wurde die Asiatische Tigermücke durch Warentransporte und Reisetätigkeiten weltweit verschleppt. Seit den 1990er Jahren verbreitet sie sich auch in Europa. Unterstützt wird die Ausbreitung durch ihre enge Vergesellschaftung mit dem Menschen und große Anpassungsfähigkeit. Auch die globale Erwärmung erschließt der Asiatischen Tigermücke weitere Siedlungsgebiete.

## Beschreibung

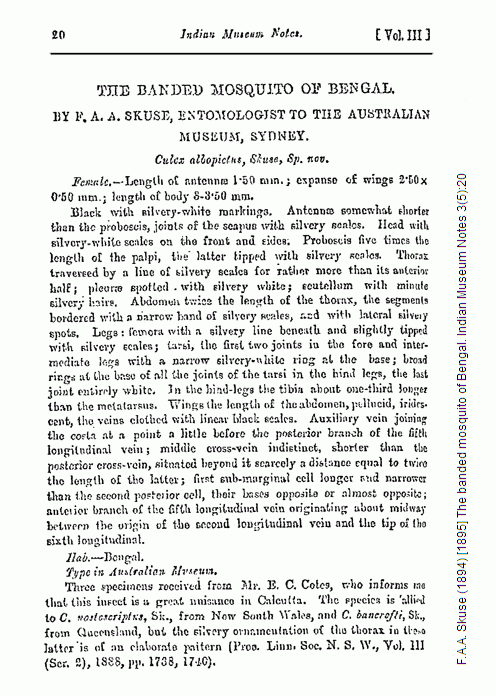
Skuses Erstbeschreibung der Asiatischen Tigermücke unter dem Namen Culex albopictus.

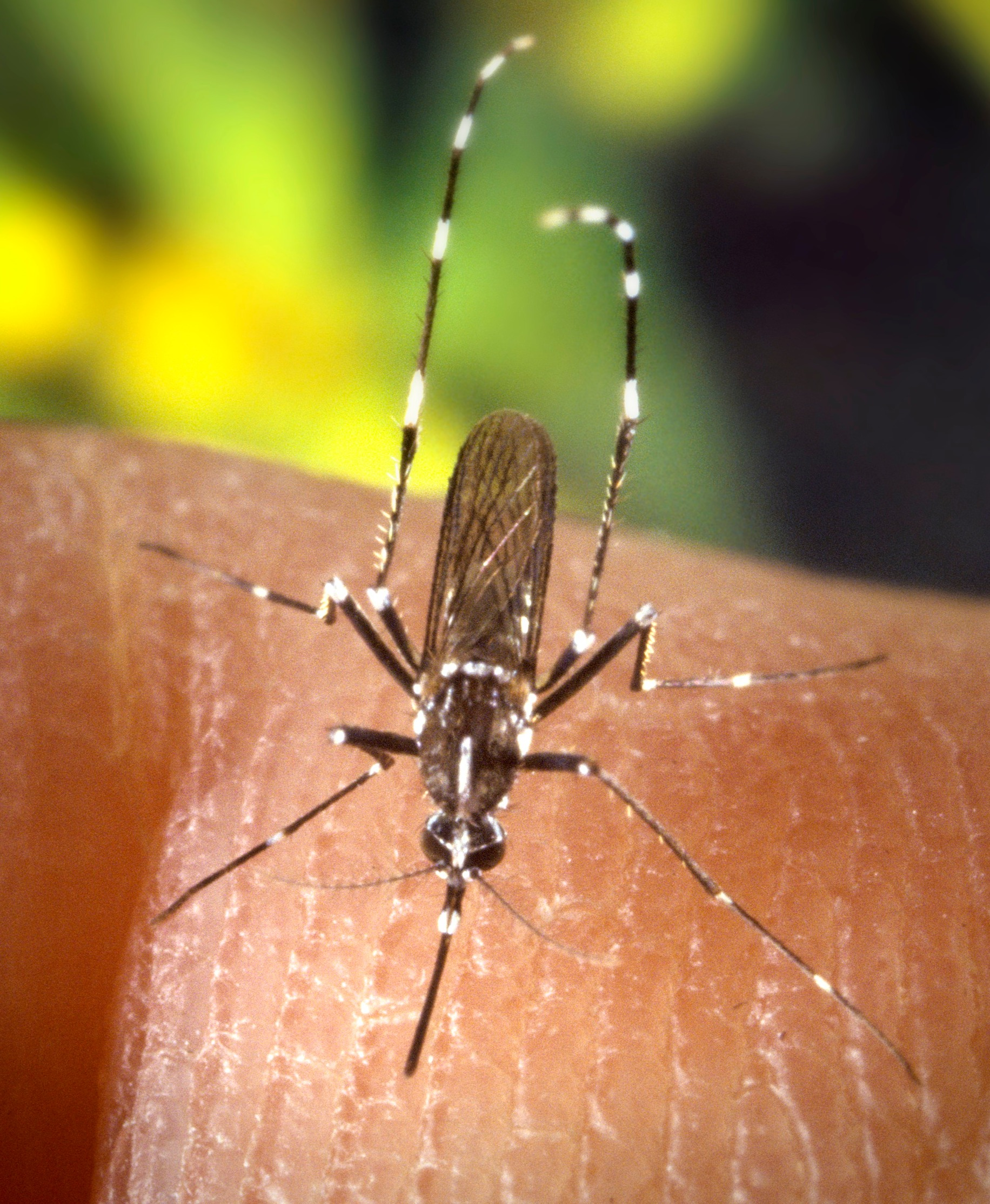
Die Asiatische Tigermücke kann anhand ihrer Zeichnung leicht identifiziert werden. Auffällig sind vor allem die gestreiften Hinterbeine und der weiße Strich auf dem Thorax und zwischen den Augen.

### Name und Systematik
Die Asiatische Tigermücke wurde 1894 von Frederick Askew Skuse unter dem Namen Culex albopictus (lat. Culex „Mücke“ und albopictus „weiß gezeichnet“) wissenschaftlich beschrieben. Später wurde sie der Gattung Aedes (gr. ἀηδής „widrig“) zugeordnet und Aedes albopictus genannt. Wie die Gelbfiebermücke gehörte sie innerhalb der Gattung Aedes lange zur Untergattung Stegomyia (gr. στέγος „Dach“, dies bezieht sich auf die Schuppen, die den Rücken von Vertretern dieser Untergattung vollständig bedecken, und μυῖα „Fliege“). 2004 wurde diese Untergattung in den Gattungsstatus erhoben, weswegen der bereits Anfang des zwanzigsten Jahrhunderts kurzfristig verwendete Name Stegomyia albopicta eine kurze Renaissance erlebt. Unter anderem wegen der großen praktischen Bedeutung der Asiatischen Tigermücke für die Human- und Tiermedizin war die Umbenennung aber umstritten. Im Juli 2015 wurde die Stechmücke daher in die Gattung Aedes zurückgestellt, der Name Stegomyia dient nun wieder zur Bezeichnung einer Untergattung innerhalb der Gattung Aedes.

### Merkmale
Die Asiatische Tigermücke ist eine zwischen zwei und zehn Millimeter große, auffällig schwarz-weiß gemusterte Stechmücke. Die Schwankung in der Körpergröße der erwachsenen Tiere wird durch Unterschiede in der Dichte der Larven und dem Nahrungsangebot in den Larvalgewässern hervorgerufen. Da diese Umstände selten optimal sind, ist die Körpergröße meistens deutlich kleiner als zehn Millimeter. So wurden bei einer Untersuchung von je zehn männlichen und weiblichen Imagines 1962 die Durchschnittslänge des Hinterleibes (Abdomen) auf 2,63 Millimeter, die der Flügel auf 2,7 Millimeter und die mittlere Länge des Stechrüssels auf 1,88 Millimeter beziffert.
Die Männchen sind rund 20 Prozent kleiner als die Weibchen, sind ihnen aber morphologisch sehr ähnlich. Allerdings sind, wie allgemein bei Stechmücken, die Fühler der Männchen im Vergleich zu denen der weiblichen Tiere auffällig buschiger. Auch sind die Palpen länger als der Stechrüssel, während sie bei den Weibchen deutlich kürzer sind (typisch für Vertreter dieser Unterfamilie). Außerdem sind die Füße (Tarsen) der Hinterbeine silbriger gefärbt: das vierte Segment ist etwa zu drei Vierteln silbrig schimmernd, das der Weibchen hingegen nur etwa zu 60 Prozent.
Die übrigen Merkmale unterscheiden sich bei den beiden Geschlechtern nicht. Am Kopf verläuft mittig eine silbrige Linie aus eng aneinander liegenden Schuppen, die sich am oberen Brustteil (Thorax) fortsetzt. Diese Zeichnung ist das sicherste Merkmal zur Identifikation der Asiatischen Tigermücke.
Der Stechrüssel (Proboscis) ist dunkel gefärbt, das Spitzensegment der Palpen an der vorderen Hälfte silbrig beschuppt, das Labium besitzt auf der Unterseite keine helle Linie. Die Facettenaugen sind deutlich voneinander getrennt. Der Halsschild (Scutum), der vordere Teil des Mesonotums des Thorax, ist neben der charakteristischen weißen Mittellinie schwarz. An den Seiten des Thorax, dem Schildchen (Scutellum) sowie am Hinterleib befinden sich zahlreiche Flecken mit silbrig-weißen Schuppen.
Auch auf den Fußgliedern (Tarsen) befinden sich solche Schuppen; vor allem die oft in der Luft geschwenkten Hinterbeine, deren Tarsenglieder 1 bis 4 an der Basis weiß beschuppt sind, wirken dadurch schwarz-weiß geringelt. Bei den Tarsen der vorderen und mittleren Beine sind nur die ersten drei Segmente gezeichnet, während das letzte, fünfte Glied der Hinterbeine komplett weiß ist. Die Femora sind ebenfalls schwarz und haben weiße Schuppen am Ende der „Knie“, die der mittleren Beine besitzen keine silbrige Linie auf der Oberseite. Die Femora der Hinterbeine haben kurze weiße Linien an der Basis der Oberseiten. Die Tibien sind an der Basis schwarz und tragen keine weißen Schuppen.
Die Tergite auf den Segmenten zwei bis sechs des Hinterleibes sind dunkel und an der Basis mit einer annähernd dreieckigen, silbrig-weißen Markierung versehen, die nicht mit den silbrigen Bändern auf der Bauchseite des Hinterleibs (Abdomen) verbunden sind. Dies ist lediglich am siebten Hinterleibssegment der Fall. Die transparenten Flügel tragen an der Basis der Costalader einen weißen Punkt.
Bei älteren Exemplaren können die Schuppen teilweise abgetragen sein, so dass die genannten Merkmale nicht immer hervorstechen.

### Ähnliche Arten
In Europa kann die weit verbreitete, aber meistens nicht in großer Dichte vorkommende Ringelmücke (Culiseta annulata) mit der Tigermücke verwechselt werden, da sie ebenfalls geringelte Beinzeichnungen aufweist. Allerdings fehlt dieser Art die weiße Linie am Thorax, zudem ist sie meistens deutlich größer als Aedes albopictus, nicht schwarz-weiß, sondern eher in Beige- und Grautönen gezeichnet, hat Flügel mit deutlicheren Adern und jeweils drei dunklen, verschwommenen Flecken.
Im östlichen Mittelmeerraum kann Aedes albopictus zudem mit Aedes cretinus verwechselt werden, die zur selben Gattung gehört und ähnliche Larvalgewässer verwendet. Aedes cretinus hat ebenfalls einen weißen Strich auf dem Scutum, der sich aber kurz vor dem Hinterleib aufgabelt. Dazu hat diese Art in der hinteren Hälfte des Scutums zwei zusätzliche Linien links und rechts der Mittellinie. Gefunden wurde Aedes cretinus bisher auf Kreta, in Georgien, Griechenland, Mazedonien, der Türkei und auf Zypern.
Außerhalb Europas kann die Asiatische Tigermücke mit anderen Vertretern der Untergattung Stegomyia verwechselt werden, die häufig ebenso deutliche schwarz-weiße Muster ausweisen. Dazu zählt vor allem die verbreitet in den Tropen und Subtropen vorkommende Gelbfiebermücke (Aedes (Stegomyia) aegypti). Von Schwesterarten wie Aedes (Stegomyia) scutellaris (Indien, Indonesien, Papua-Neuguinea, Philippinen), Aedes (Stegomyia) pseudoalbopictus (Indien, Indonesien, Malaysia, Myanmar, Nepal, Taiwan, Thailand und Vietnam) oder Aedes (Stegomyia) seatoi (Thailand) ist sie nur schwer unterscheidbar.

## Lebensweise und Lebenszyklus

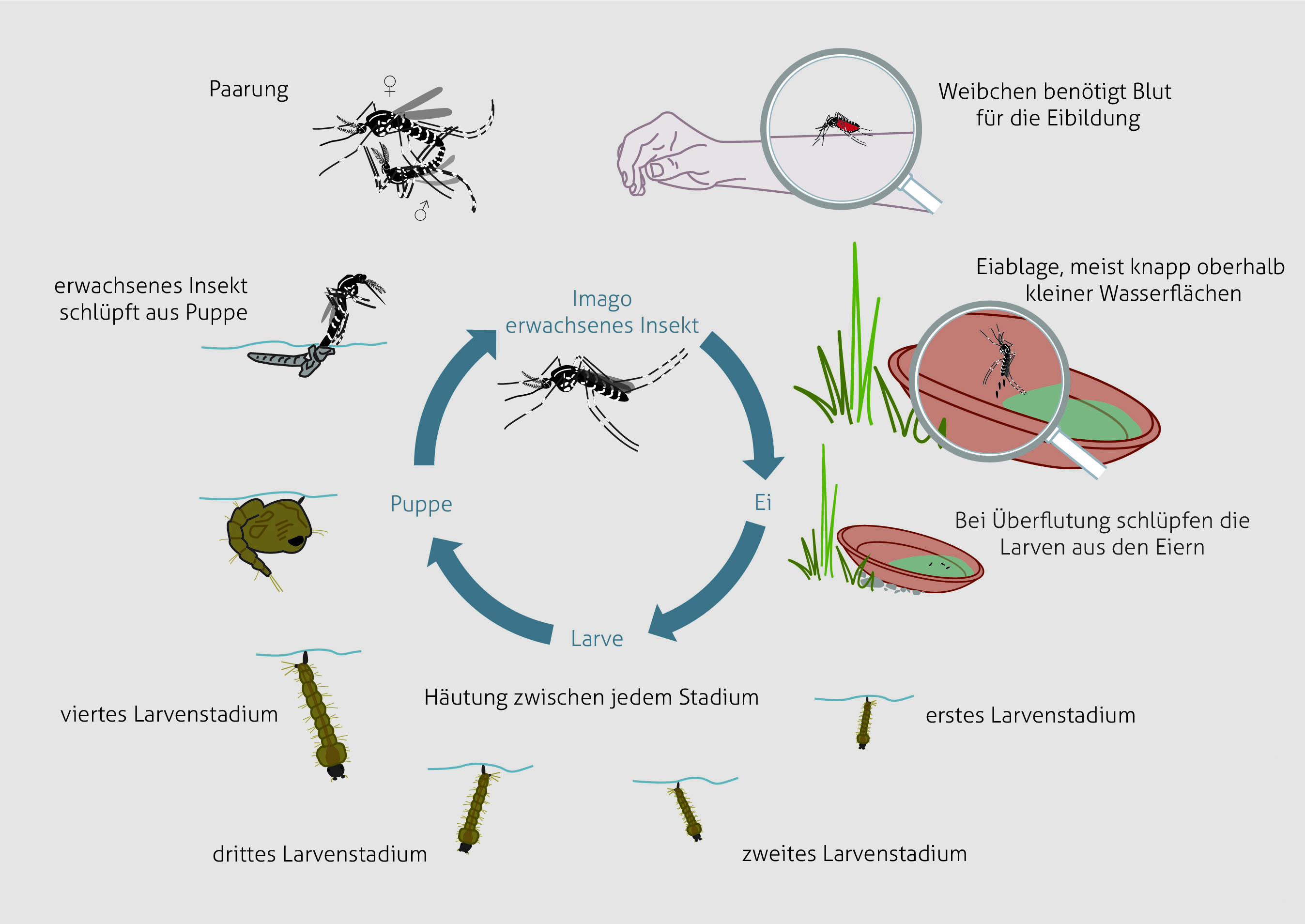
Lebenszyklus der Asiatischen Tigermücke Aedes albopictus

### Lebensraum
Asiatische Tigermücken kommen in städtischen, vorstädtischen und ländlichen Gebieten vor. In Wäldern können sie ebenfalls vertreten sein, dann allerdings vor allem in den Randzonen nahe menschlicher Siedlungen und im Sekundärwald. In vegetationsarmen Biotopen werden sie selten oder nie gefunden.

### Ernährung und Wirtsfindung

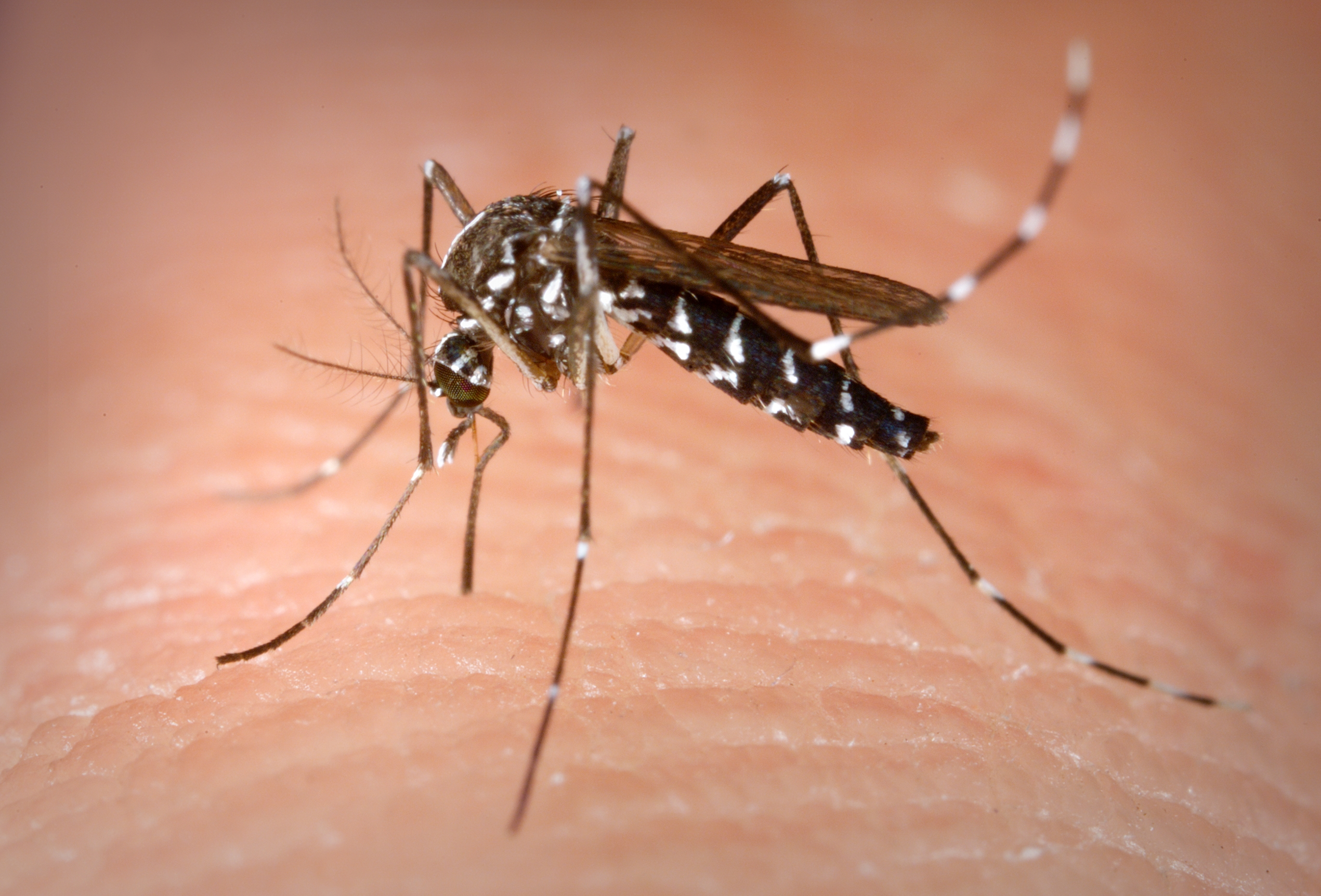
Weibliche Asiatische Tigermücke zu Beginn der Blutmahlzeit

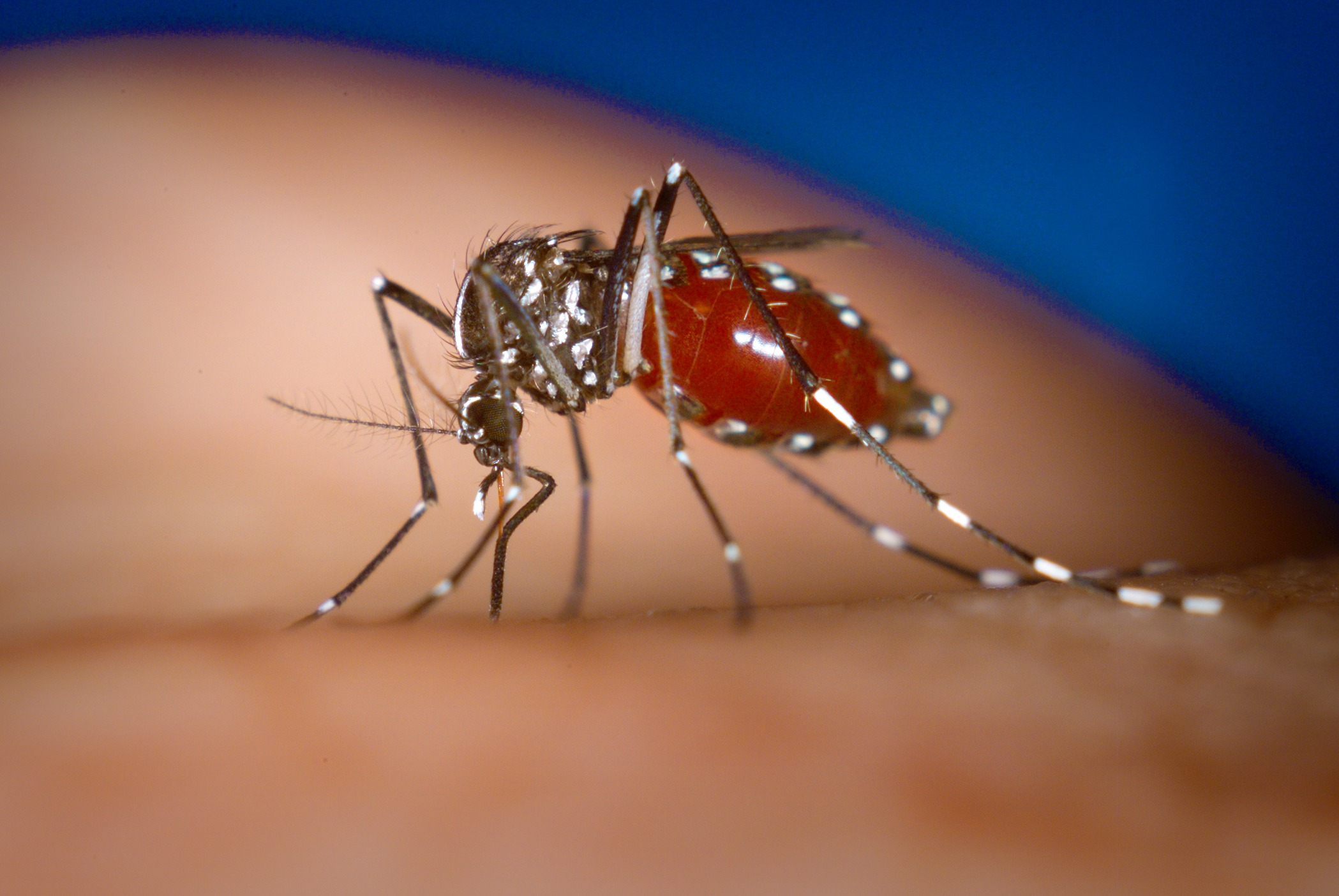
Nach dem Saugen ist das Abdomen blutgefüllt.

Wie bei anderen Stechmücken auch saugen ausschließlich die Weibchen Blut, das sie für die Bildung der Eier benötigen. Ansonsten decken sie ihren Energiebedarf wie die männlichen Mücken durch Nektar und süße Pflanzensäfte.
Bei der Wirtsfindung spielen neben vom Wirt produziertem Kohlendioxid und organischen Substanzen auch Feuchtigkeit und die optische Erkennung eine Rolle. Die Wirtssuche findet zweiphasig statt: zunächst einem ungerichteten Suchverhalten und bei Wahrnehmung von Wirtsreizen gezieltem Anflug. Beim Fang von Tigermücken mit speziellen Fallen sind Kohlendioxid und eine Kombination aus Substanzen, die auch auf der menschlichen Haut vorkommen (Fettsäuren, Ammoniak und Milchsäure), attraktiv.
Die Asiatische Tigermücke sticht vor allem tagsüber, abhängig von Region und Biotop allerdings mit verschiedenen Aktivitätsspitzen, die meistens in den Morgen- und Abendstunden liegen. Sie sucht ihre Wirte innerhalb und außerhalb menschlicher Behausungen auf, scheint aber besonders außen aktiv zu sein. Die Größe der Blutmahlzeit hängt von der Größe der Mücke ab und liegt bei rund zwei Mikrolitern.
Neben den Menschen sticht die Asiatische Tigermücke auch andere Säugetiere und Vögel. Da sie zumeist wache und aktive Wirte aufsucht, ist sie bei der Wirtsfindung und Blutmahlzeit sowohl hartnäckig als auch vorsichtig. So müssen Blutmahlzeiten oft abgebrochen werden, ohne dass genügend Blut für die Produktion der Eier aufgenommen werden konnte. Daher stechen Asiatische Tigermücken in einem Eiablagezyklus oft mehrere Wirte, was sie zu effektiven Krankheitsüberträgern macht. Die Eigenheit, Wirte verschiedener Arten zu stechen, macht sie zudem zum möglichen Brückenvektor, der Krankheitserregern wie zum Beispiel dem West-Nil-Virus das Überspringen von Artgrenzen ermöglicht.

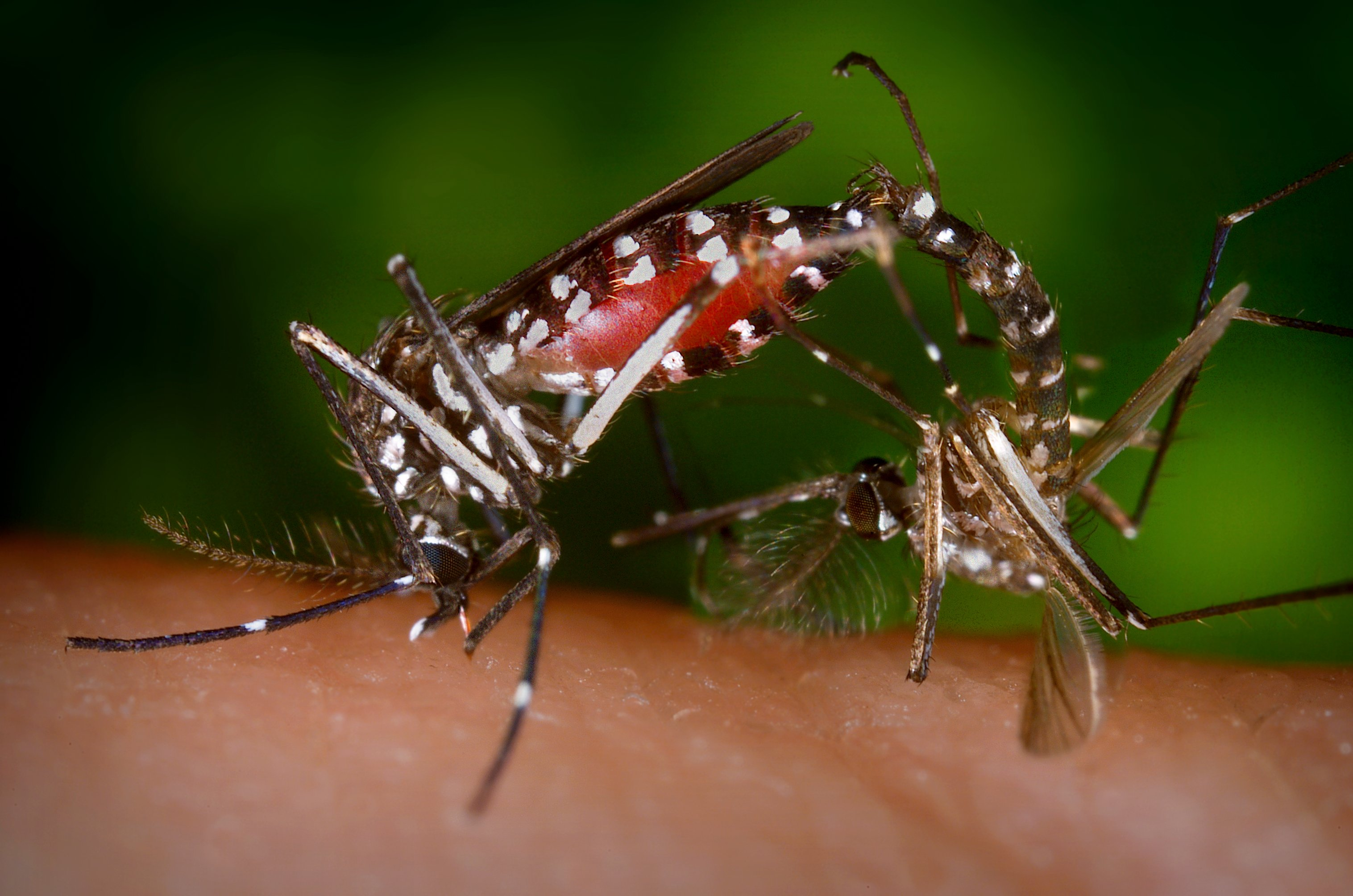
Eine männliche Tigermücke begattet ein Weibchen während dessen Blutmahlzeit. Eine derartige Begattung ist jedoch untypisch; die Paarung erfolgt normalerweise während des Fluges, allerdings oft in der Nähe des Wirtes.

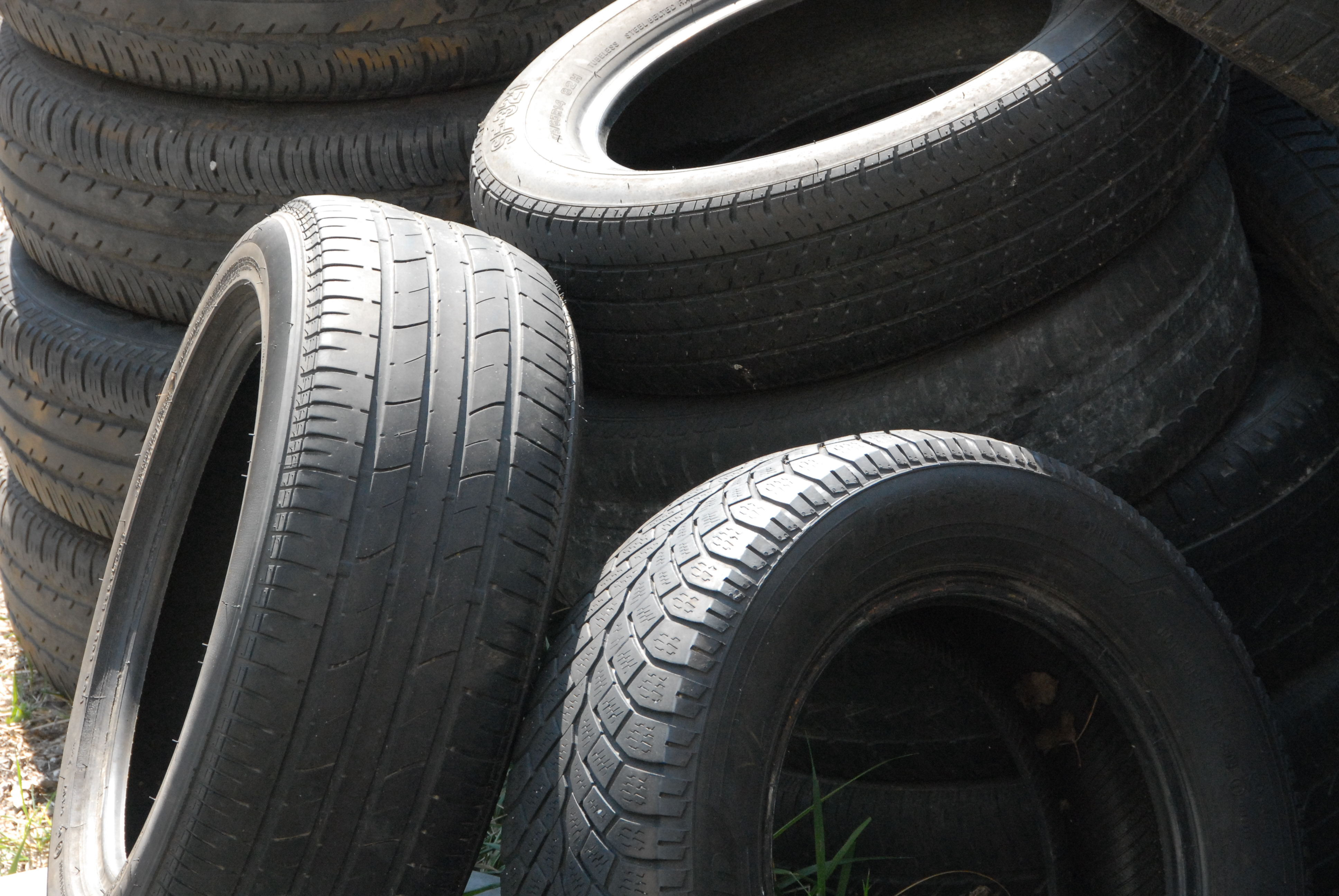
Im Freien gelagerte Altreifen sind als Regenwasserreservoir geeignete Eiablagestellen für die Asiatische Tigermücke. Oft werden Eier oder Larven zusammen mit den Reifen in andere Staaten exportiert.

### Fortpflanzungsbiologie

#### Paarung
Männliche Tigermücken halten sich häufig in der Nähe potentieller Wirte der Weibchen auf und versuchen, die sich nähernden Geschlechtspartnerinnen zu begatten. Paarungsschwärme über unbeweglichen Landmarken wurden ebenfalls beobachtet. Wie bei anderen Stechmücken ist das Summen der Weibchen für die Männchen attraktiv, die Artgenossen erkennen sich durch Kontaktchemorezeption. Die Paarung erfolgt im Flug, mit dem Männchen unterhalb des Weibchens und mit dem Rücken nach unten. Eine Kopulation dauert normalerweise nicht länger als zehn Sekunden.

#### Eiablage
Das Weibchen produziert normalerweise pro Eiablagezyklus zwischen 40 und 90 Eiern, während des gesamten Lebens durchschnittlich mehr als 300 Eier. Die 0,5 Millimeter langen, schwarzen, gegen Austrocknung resistenten Eier werden einzeln und dicht oberhalb kleiner Wasseransammlungen abgelegt. In einem Zyklus können daher an mehreren Orten Eier deponiert werden. Eiablagebiotope sind beispielsweise Astlöcher, Blattachseln von Pflanzen, Bambusstumpfen, Kokosnussschalen, in städtischer Umgebung meist verstopfte Regenrinnen, Gullis oder mit Wasser gefüllte Behälter wie Regentonnen, Blumenvasen, Pflanzenuntersetzer, Eimer, Dosen, Flaschen oder Gläser. Besonders attraktiv sind im Freien gelagerte Autoreifen.
Die Eier der Tigermücke sind monatelang trockenheitsresistent, weswegen sie auch in austrocknenden Behältern nicht geschädigt werden. Regen, der den Wasserspiegel steigen lässt, löst das Schlüpfen der Mückenlarven aus. So steigt die Wahrscheinlichkeit, dass die Larve genügend Zeit hat, sich zu entwickeln, bevor das Wasser verdunstet. Die Ruhedauer zwischen Ablage und dem Schlüpfen des ersten Larvenstadiums (in der die Embryonalentwicklung stattfindet) kann zwischen wenigen Tagen und zwei Wochen liegen.
Welche Reize das Schlüpfen aus den Eiern auslösen, ist nicht vollständig geklärt. Eier können wochenlang im Wasser liegen oder auch mehrmals austrocknen, bevor die Larven schlüpfen. Bei ausgetrockneten Eiern führt eine geringere Sauerstoffkonzentration zu höheren Schlupfraten, während sich bei jüngeren Eiern die Schlupfrate mit steigender Sauerstoffkonzentration erhöht.

#### Larvalentwicklung
Wie für Stechmücken charakteristisch, gibt es vier im Wasser lebende Larvenstadien, die sich von organischem Material und Mikroorganismen ernähren. Die Larven haben am Hinterende ein Atemröhrchen, mit dem sie sich kopfüber an die Wasseroberfläche hängen können. In dieser Position strudeln sie sich mithilfe ihrer Mundwerkzeuge Nahrungspartikel zu und fressen diese. Nach Abschluss jedes Stadiums häutet sich die Larve; mit der vierten Häutung verpuppen sich die Tiere.
Die Entwicklungsdauer der Larven ist abhängig von Temperatur, Nahrungsangebot und dem Mückenstamm. Bei Temperaturen um 25 Grad Celsius und unter optimaler Nahrungsversorgung dauert das Larvenstadium fünf bis zehn Tage. Bei der Untersuchung eines japanischen Stammes wurde bei unter 11 Grad die Larvalentwicklung eingestellt, bei Temperaturen zwischen 14 und 18 Grad dauerte es bis zur Verpuppung bis zu drei Wochen. Auch durch Nahrungsmangel kann sich diese Zeit auf Wochen in die Länge ziehen. Allgemein dauert die Entwicklung männlicher Tiere kürzer als die der Weibchen.
Erhöhte Larvendichte und schlechteres Nahrungsangebot erhöht die Sterberate der Larven und verkleinert die Körpergröße der erwachsenen Tiere. Letzteres hat auch Einfluss auf die Vermehrungsrate. Kleinere Weibchen werden nach dem Schlüpfen langsamer reproduktionsbereit und produzieren weniger Eier pro Ablagezyklus, Analoges gilt für kleinere Männchen.
Feldversuche und -beobachtungen haben gezeigt, dass die Sterberate der Larven von Aedes albopictus bei über 70 Prozent liegt. Obwohl die Sterblichkeit der Larven maßgeblich durch Besatzdichte und Nahrungsangebot beeinflusst wird, können dabei auch Fressfeinde und Parasiten eine Rolle spielen.

#### Pupalentwicklung
Die Puppe ist wie bei allen holometabolen Insekten das Ruhestadium, in dem keine Nahrung aufgenommen wird und sich die Larve in das erwachsene Tier umwandelt. Wie bei allen Stechmücken verbleiben die Puppen im Wasser und atmen unter der Wasseroberfläche hängend durch zwei Atemröhrchen am Vorderende. Sie sind beweglich, können bei Störung fliehen und von der Wasseroberfläche abtauchen. Ihre Entwicklungsdauer ist wie die der Larven temperaturabhängig: Bei 30 Grad Celsius ist sie nach zwei Tagen abgeschlossen, bei 25 Grad sind es drei Tage und bei einer Wassertemperatur von 20 Grad fünf Tage. Die Sterberate der Puppen lag bei Untersuchungen in Singapur unter Feldbedingungen bei etwa ein Prozent.

### Natürliche Feinde
Die meisten Fraßfeinde der Asiatischen Tigermücke fressen diese im wasserlebenden Larvenstadium. Da die Eiablage oberhalb des Wasserspiegels erfolgt, können die Eier jedoch auch von landlebenden Insekten erbeutet werden. Dazu zählen die Ameisenart Solenopsis invicta und die Larve des Marienkäfers Curinus coeruleus. Diese kann bei entsprechendem Angebot in drei Tagen mehr als 100 Eier vernichten. Larven der nicht blutsaugenden Stechmückengattung Toxorhynchites fressen Mückenlarven und werden oft gemeinsam mit Tigermückenlarven gefunden. Auch Plattwürmer und kleine Schwimmkäfer wurden als Fressfeinde beobachtet.
Als Parasiten können vor allem Pilze, Wimpertierchen und andere Einzeller auftreten. Angehörige von Wasserschimmelpilzen der Gattung Coelomomyces (Abteilung Töpfchenpilze (Chytridiomycetes), Ordnung Blastocladiales) entwickeln sich in der Körperhöhle (dem Haemocoel) von Mückenlarven. Die Art Coelomomyces stegomyiae wurde als erste bei der Asiatischen Tigermücke gefunden. Zu den Wimpertierchen, die Larven der Asiatischen Tigermücke befallen können, gehört die ebenfalls zuerst in ihnen nachgewiesene Lambornella stegomyiae (Hymenostomatida: Tetrahymenidae). Über Virulenz, Todesrate und die sich daraus ergebende Möglichkeit, Lambornella als biologisches Bekämpfungsmittel einzusetzen, herrschen allerdings widersprüchliche Einschätzungen. Parasiten aus dem Taxon der Apicomplexa können die Larvenstadien von Stechmücken infizieren; die Art Ascogregarina taiwanensis wurde in Asiatischen Tigermücken beschrieben. Die erwachsenen Mücken geben beim Schlüpfen aus der Puppe infektiöse Zwischenstadien des Parasiten an das Wasser ab und schließen so den Infektionszyklus. Infizierte sind häufig kleiner als nichtinfizierte Tiere und haben eine geringfügig erhöhte Sterberate; dabei spielen anscheinend zusätzlich auch Nahrungsversorgung und Dichte des Larvenbesatzes eine Rolle. Eine Infektion mit Ascogregarina kann also in Konkurrenzsituationen zu anderen, nichtinfizierten Mücken die biologische Fitness verringern. Da es für die Weitergabe des Parasiten allerdings notwendig ist, dass der Wirt das Erwachsenenstadium erreicht, ist seine Verwendung als nachhaltiges biologisches Bekämpfungsmittel unwahrscheinlich.
Räuberische Ruderfußkrebse der Familie der Cyclopidae scheinen zwar in den natürlichen Lebensräumen von Asiatischen Tigermückenlarven nicht verbreitet vorzukommen, fressen sie bei Gelegenheit aber bereitwillig. Bei der Bekämpfung von Tigermücken könnten deshalb Angehörige verschiedener Gattungen (besonders Mesocyclops) eine interessante Möglichkeit darstellen.
Als Räuber adulter Asiatischer Tigermücken wurden in Malaysia verschiedene Webspinnenarten nachgewiesen. Bei bis zu 90 % der auf Gummiplantagen und einem Friedhof gesammelten Spinnen konnten sie als Beute nachgewiesen werden. Ob die Spinnen allerdings einen Einfluss auf die Mückenpopulation haben, blieb ungeklärt; Tigermücken waren trotz Anwesenheit der Spinnen in Fülle vorhanden.

## Verbreitung

### Klimatische Anpassung
Obwohl die Asiatische Tigermücke in tropischen und subtropischen Regionen beheimatet ist, passt sie sich erfolgreich kühleren Regionen an. Sie ist in den feuchtwarmen Tropen ganzjährig aktiv, überwintert aber in gemäßigten Klimaregionen meist im Eistadium. Eier von Stämmen, die gemäßigte Zonen besiedeln, sind zudem kältetoleranter als die aus wärmeren Regionen. Dabei können im Feld selbst Temperaturen unter dem Gefrierpunkt und Schnee toleriert werden. Zusätzlich können erwachsene Tigermücken in passenden Mikrohabitaten den Winter überstehen.

### Geografische Verbreitung

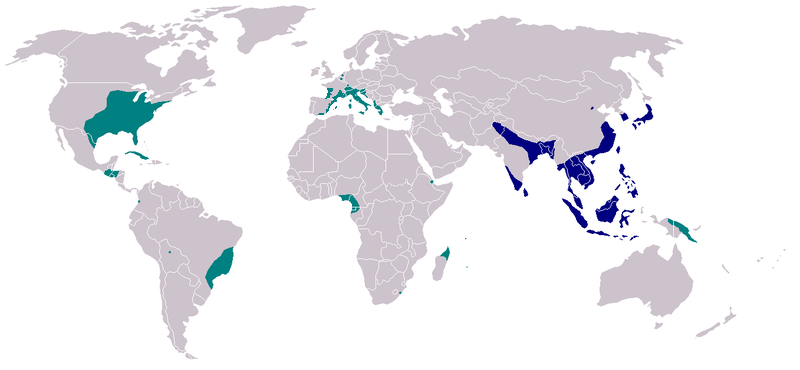
Verbreitung der Asiatischen Tigermücke. Blau die ursprüngliche Heimat, türkis die Gebiete, in die Aedes albopictus seit Ende der 1970er Jahre eingeschleppt wurde.

Ursprünglich war die Asiatische Tigermücke in Südostasien beheimatet; die Erstbeschreibung erfolgte mit Exemplaren aus Bengalen. Für 1967 wurden weite Teile Asiens und der Inselwelt des Indischen und Pazifischen Ozeans als ihr Verbreitungsgebiet angegeben. Inzwischen ist sie von Portugal bis zur Türkei auch bei den nördlichen Mittelmeer-Anrainern nachweisbar.

#### Afrika und Naher Osten
In Südafrika wurde die Art 1990 gefunden, in Nigeria ist sie seit mindestens 1991 heimisch. 1999/2000 breitete sie sich nach Kamerun, 2001 auf die Insel Bioko, Äquatorialguinea und 2006 nach Gabun aus.
Im Nahen Osten wurde die Art 2003 im Libanon und 2005 in Syrien nachgewiesen; der erste Fund in Israel wurde 2003 veröffentlicht.

#### Australien, Neuseeland
In Australien und Neuseeland ist die Asiatische Tigermücke nicht heimisch; zwar wurde die Art dort bereits mehrfach eingeschleppt, konnte sich aber bisher nicht etablieren. Dies liegt nicht zuletzt an der gut organisierten entomologischen Überwachung der Häfen und Flughäfen in diesen Ländern. Auf Inseln der Torres-Straße zwischen dem australischen Queensland und Papua-Neuguinea ist die Art allerdings inzwischen heimisch geworden.

#### Europa
In Europa trat die Art erstmals 1979 in Albanien auf, wohin sie offenbar mit Warenlieferungen aus der Volksrepublik China eingeführt wurde. Eine Gruppe von Forschern der University of Liverpool unter Leitung von Cyril Caminade hat gemäß einer Veröffentlichung im April 2012 in der Zeitschrift Interface der Royal Society berechnet, dass die Tigermücke aufgrund des Klimawandels zwischen 2030 und 2050 in weiten Teilen Europas die für sie notwendigen Lebensbedingungen vorfinden wird.
1990/91 wurde Aedes albopictus wahrscheinlich mit gebrauchten Reifen aus Georgia (USA) nach Italien verschleppt und ist inzwischen fast auf dem gesamten italienischen Festland sowie in weiten Teilen Siziliens und Sardiniens verbreitet.
Seit 1999 ist sie in Frankreich auf dem Festland vor allem in Südfrankreich vertreten. 2002 wurde sie auch auf Korsika in einem Feriendorf gefunden, wo sie sich aber erst ab 2005 endgültig etablieren konnte. Seit 2013 ist die Art im Elsass und an der Rheinschiene zu finden. 2018 galten 51 Départements in Territorialfrankreich als befallen, im Sommer 2023 sollen es 67 sein, im Département Bas-Rhin z. B. wird die Tigermücke offiziell in etwa 30 Gemeinden gezählt.
In Belgien wurde sie erstmals 2000 nachgewiesen, 2001 in Montenegro, 2003 im Kanton Tessin in der südlichen Schweiz und in Griechenland, 2004 in Spanien auf dem Festland (Katalonien) und in Kroatien, 2005 in den Niederlanden, in Slowenien sowie erneut in Griechenland. 2006 folgten Funde in Bosnien und Herzegowina.
Erstnachweise in der Türkei erfolgten 2012 in Ostthrakien, in Tschechien an zwei Raststationen an der Europastraße 461, kurz hinter der Grenze zu Österreich und auf Mallorca. In Rumänien werden Erwachsene und Larven der Asiatischen Tigermücke seit 2012 regelmäßig in Bukarest nachgewiesen, sodass zumindest in der Hauptstadt von einer Etablierung der Art ausgegangen wird.
In Großbritannien wurden erstmals im September 2016 Mückeneier auf einem LKW-Rastplatz nahe einer Tankstelle bei Westenhanger in der Nähe des Eurotunnels gefunden.

##### DACH (Deutschland, Österreich, Schweiz)
In Deutschland wurden im September 2007 auf einer Autobahnraststätte der A5 bei Bad Bellingen (Baden-Württemberg) erstmals Eier der Mücke entdeckt; im Juli 2011 wurde bei Weil am Rhein und ebenfalls in der Nähe einer Autobahnraststätte der A5 ein erwachsenes Weibchen gefangen. In Weil am Rhein wird die Ausbreitung mit Unterstützung privater Gartenbesitzer kontrolliert und bekämpft: Im Frühjahr 2020 wurden hier zunächst keine neuen Individuen entdeckt, dafür an mehreren Stellen die ebenfalls eingeschleppte Asiatische Buschmücke.
2012 wurden unter anderem in Baden-Württemberg und Bayern an jeweils vier Standorten Mückenfallen zur Überwachung eingeschleppter Mücken aufgestellt. An drei dieser acht Standorte wurden Asiatische Tigermücken gefangen, welche auf wiederholte und regelmäßige Einschleppungen über Verkehrswege von Südeuropa nach Deutschland und damit auf ein höheres Risiko einer Etablierung hinwiesen.
Im August 2014 wurden im Rahmen des deutschen Mückenatlas am Waldsee in Freiburg im Breisgau Larven, Puppen und Eier entdeckt, d. h. erstmals alle Entwicklungsstadien außerhalb der Flugdistanz zu Autobahnen festgestellt. Im Sommer 2015 wurden im Freiburger Westen in einer Kleingartenanlage in der Nachbarschaft der LKW-Verlade-Station der „Rollenden Landstraße“ hunderte Mückenlarven, Puppen und adulte Exemplare entdeckt, womit dort von einer „stabilen Population“ innerhalb Deutschlands gesprochen werden kann. 2016 hat die Stadt die Kommunale Aktionsgemeinschaft zur Bekämpfung der Schnakenplage e. V. (KABS) mit der Bekämpfung der Mücke beauftragt; 2017 stellte sie 100.000,00 € für entsprechende Maßnahmen sowie eine 14-köpfige Aktionsgruppe zur Bekämpfung bereit.
Zunächst in Heidelberg wurden 2016 1.000 durch die Sterile-Insekten-Technik unfruchtbar gemachte Mückenmännchen pro Hektar ausgesetzt, um die Schlüpfraten zu dezimieren. 2017 wurde mit dem Aussetzen früher im Jahr begonnen und die Zahl der freigesetzten unfruchtbaren Individuen auf 3.000/Hektar erhöht; auch Freiburg sollte in den Bekämpfungsversuch eingebunden werden.
2018 und 2019 wurden auch im Stadtgebiet von Frankfurt am Main Tigermücken nachgewiesen; im Sommer 2019 auch in der Fürther Kalbsiedlung in Mittelfranken eine größere Population von Mücken und Larven.
Berlin ist der bisher nördlichste Punkt Deutschlands, an dem die Tigermücke nachgewiesen wurde: Von dort werden seit 2017 vereinzelte Sichtungen der Tigermücke gemeldet, 2022 erstmals eine Überwinterung nachgewiesen.
Im Sommer 2023 gilt die Art in Südbaden als etabliert und wird in Süd- bzw. Südwestdeutschland an mehreren Orten nachgewiesen und bekämpft, so in der Ortenau in Mahlberg (Orschweier), am Hochrhein in Rheinfelden (Baden) (Herten),, am Oberrhein in Weil am Rhein sowie im Stadtgebiet von Stuttgart; außerdem im westlich des Oberrheins benachbarten Elsass (Frankreich).
Im Herbst 2023 spricht man auch aufgrund dessen, dass die Art auch tagsüber aktiv ist, im Bereich Neuenburg am Rhein bereits von einer „Tigermücken-Plage“: Nach einem im Vorjahr noch aufgrund mangelnden Handlungsdrucks von der Kommune abgelehnten Angebot zur Bekämpfung überlegt man nun den jährlich ca. doppelt so teuren Beitritt zur Kommunalen Aktionsgemeinschaft zur Bekämpfung der Schnakenplage (KABS); eine Bürgerinitiative zur Beschleunigung der Schnakenbekämpfung soll gegründet werden. Im Markgräflerland gibt es derweil einzelne weitere Nachweise.
In München wurde die Tigermücke erstmals 2019 nachgewiesen. Im Juli 2025 hatten sich Tigermücken-Populationen in den Stadtteilen Großhadern und Laim etabliert.
In Österreich gibt es seit 2012 Nachweise für die Asiatische Tigermücke in den Bundesländern Burgenland und Tirol, seit 2020 auch in Wien. Das Habitat im burgenländischen Bezirk Jennersdorf unweit der ungarischen Grenze liegt wie das Vorkommen in Wien in der pannonischen Klimazone und scheint für eine Etablierung der Art geeignet, speziell dann, wenn die Asiatische Tigermücke durch den Klimawandel zunehmend günstige Bedingungen vorfindet.
Bei dem Vorkommen im Tiroler Inntal ist wegen der klimatischen Verhältnisse weniger davon auszugehen, dass die Art hier überwinternde reproduzierende Populationen bilden kann. Es handelt sich vielmehr um eine saisonale Einschleppung entlang der Transportwege von Südeuropa nach Deutschland. Dennoch konnten entlang der Inntalautobahn auf zwei Autobahnraststationen Eier der Asiatischen Tigermücke festgestellt werden, ebenso beim Grenzübergang nach Bayern in Kiefersfelden.
In der Schweiz hat sich die Asiatische Tigermücke vor allem im Kanton Tessin fast flächendeckend in 60 Gemeinden ausgebreitet, wo sie 2003 erstmals gesichtet wurde. Nachdem die Insekten 2015 erstmals in Basel-Stadt gesichtet worden waren, wurden im Frühjahr 2020 auch im Siedlungsgebiet der Gemeinden Muttenz und Reinach im Kanton Basel-Landschaft Larven der asiatischen Tigermücke gefunden. Erstmals wurden Larven der Tigermücke im Kanton Basel-Landschaft bereits 2019 nachgewiesen, 2020 eine etablierte Population in Birsfelden. 2019 wurde die Bekämpfung in der Region Basel verstärkt. Sie werden regelmäßig mit einem biologischen Larvizid bekämpft. In den Quartieren St. Johann und Kleinhüningen haben sich die Mücken bereits fest angesiedelt. Seit 2024 gilt das ganze Kantonsgebiet von Basel-Stadt als durch die Asiatische Tigermücke besiedelt, nachdem 2023 noch einige Quartiere nicht betroffen waren. Auch in Bern wurde die Asiatische Tigermücke 2019 erstmals gesichtet. Nachdem im Oktober 2023 erste Populationen im Kanton Aargau entdeckt worden waren, folgten im Mai 2024 zwei Brutstätten mit Larven in Rheinfelden. Inzwischen haben sich die Mücken in verschiedenen Regionen der Schweiz etabliert und breitet sich in rasantem Tempo weiter aus.

#### Nord-, Südamerika und Karibik
Der erste Nachweis in Nordamerika erfolgte 1983 in Memphis (Tennessee). Wenig später wurde in Texas 1985 eine Population festgestellt. Ende der 1990er war die Art dann bereits in mindestens 25 Staaten der USA heimisch geworden.
1986 wurden Asiatische Tigermücken erstmals in Brasilien entdeckt, 1988 in Mexiko. Weitere Erstnachweise in Lateinamerika erfolgten 1993 in der Dominikanischen Republik, 1995 in Bolivien, Kuba, Honduras und Guatemala, 1996 in El Salvador, 1997 auf den Kaimaninseln, 1998 in Argentinien, 1999 in Paraguay, 2001 in Kolumbien, 2002 in Panama und 2003 in Uruguay und Nicaragua.

### Verbreitungswege
Über große Distanzen erfolgt die weltweite Verbreitung der Asiatischen Tigermücke in erster Linie auf dem Seeweg, wobei die Eier, Larven und Puppen in teilweise mit Wasser gefüllten gebrauchten Autoreifen, an Glücksbambus (Dracaena sanderiana) und Schnittblumen sowie in ihren Versandbehältern verschleppt werden. Daneben spielt auch der Transport in LKW, PKW und Zügen eine wichtige Rolle. Die Flugweite ist mit meist nur wenigen hundert Metern gering und somit für die schnelle Verbreitung weniger wichtig.

### Konkurrenz zu etablierten Stechmückenarten
Bei ihrer Ausbreitung in zuvor nicht besiedelte Regionen und Habitate konnte vereinzelt beobachtet werden, dass die Asiatische Tigermücke andere Arten mit ähnlichen Eiablagebiotopen verdrängt hat.
In Kolkata wurde zum Beispiel schon in den 1950ern beobachtet, dass in Stadtvierteln, in denen Malariamücken (Gattung Anopheles) mit DDT bekämpft worden waren, auch keine Gelbfiebermücken (Aedes aegypti) mehr gefunden wurden. Allerdings waren die Eiablagebehälter nun von der Asiatischen Tigermücke besiedelt worden. Der Grund dafür dürfte in diesem Fall gewesen sein, dass bei der Malariamückenbekämpfung mit DDT vor allem die inneren Wände von Behausungen behandelt werden, um die dort ruhenden Mücken zu töten. Da die Gelbfiebermücke sich ebenfalls vor allem im Inneren aufhält, wurde auch sie getroffen – die auch im Umkreis menschlicher Behausungen ruhende Asiatische Tigermücke hatte damit einen Vorteil. In anderen Fällen, in denen Gelbfiebermücken von Asiatischen Tigermücken zurückgedrängt wurden, wie etwa in Florida, greift diese Erklärung aber nicht. Weitere Hypothesen sind daher vor allem die Konkurrenz in den Larvengewässern, Unterschiede in Stoffwechsel (Metabolismus) und Fortpflanzungsbiologie, oder auch eine größere Anfälligkeit für Parasiten.
Eine andere von eingewanderten Asiatischen Tigermücken zurückgedrängte Art war Aedes (Stegomyia) guamensis auf Guam.
In Europa ähnelt die Asiatische Tigermücke in ihrer engen Vergesellschaftung mit dem Menschen am ehesten der Gemeinen Stechmücke (Culex pipiens). Neben anderen Unterschieden in ihrer Biologie bevorzugt Culex pipiens allerdings größere Eiablagebehälter und ist kältetoleranter. Insofern besteht eine echte Konkurrenz- oder Verdrängungssituation wohl nicht.
Zur möglichen Konkurrenz mit Stechmücken, die ihre Eier ebenfalls in Astlöchern und an ähnlichen Orten ablegen (Aedes cretinus, Dahlia geniculata und Anopheles plumbeus) existieren bisher keine Beobachtungen. Diese Arten kommen allerdings auch nicht bevorzugt in menschlicher Umgebung vor.
Anscheinend deckt die Asiatische Tigermücke in Europa also eine weitgehend neue Nische ab. Dies bedeutet auch, dass es keine einheimischen Stechmücken geben dürfte, die als alteingesessene Arten ihrer weiteren Verbreitung entgegenstehen.

## Rolle als Überträger von Krankheitserregern
Gesichert ist, dass die Asiatische Tigermücke für den Menschen pathogene und teilweise gefährliche Arboviren übertragen kann: Zu nennen sind hier unter anderen das West-Nil-Virus, das Gelbfiebervirus, die Erreger der St.-Louis-Enzephalitis, des Dengue-Fiebers und des Chikungunya-Fiebers. Vermutet wird auch die Übertragungsmöglichkeit des Zika-Virus.
Auch veterinärmedizinisch ist die Tigermücke relevant, zum Beispiel als Überträger von Fadenwürmern: Sowohl Dirofilaria immitis, der die Herzwurmerkrankung bei Haushunden verursacht, als auch Dirofilaria repens, der im Unterhautgewebe von Hunden parasitiert, kann von Asiatischen Tigermücken übertragen werden.

### Chikungunya-Fieber
Asiatische Tigermücken waren bei der Chikungunya-Epidemie von 2005/2006 auf der französischen Insel La Réunion Überträger des Virus. Bis September 2006 wurden dabei Schätzungen zufolge 266.000 Menschen infiziert; 248 Fälle führten zum Tode.
Auch beim ersten Chikungunya-Ausbruch auf dem europäischen Kontinent im Sommer 2007 in der italienischen Provinz Ravenna mit rund 200 Betroffenen war die Asiatische Tigermücke der Überträger. Auslöser war ein erkrankter Tourist, der das Virus aus Indien eingeschleppt hatte.
Anscheinend wird ein mutierter Stamm des Chikungunya-Virus durch die Asiatische Tigermücke besonders gut übertragen, sodass eine weitere Ausbreitung der Krankheit in Gebieten mit Asiatischen Tigermücken zu befürchten ist.
Im Oktober 2014 wurden 11 vor Ort übertragene Fälle von Chikungunya in Montpellier (Frankreich) nachgewiesen, wo die Asiatische Tigermücke seit 2010 etabliert ist. Das Virus war offenbar aus Kamerun eingeschleppt worden.
Anfang August 2015 wurde von den spanischen Gesundheitsbehörden die Infektion eines in Valencia lebenden, 60-jährigen Mannes mit dem Chikungunya-Fieber bestätigt, der zuvor nicht in Gebiete gereist war, in denen die Krankheit vorkommt. In Valencia und Umgebung ist Aedes albopictus fest etabliert.

### Dengue-Fieber
Im September 2010 wurden in Nizza (Südfrankreich) zwei vor Ort und offenbar von Aedes albopictus übertragene Dengue-Infektionen nachgewiesen. Ebenfalls im Herbst 2010 wurde zunächst bei einem deutschen Touristen, der zuvor in Kroatien Urlaub gemacht hatte, Dengue diagnostiziert. In der Folge wurde auch bei einer Frau, die in demselben Urlaubsort lebte, eine akute Dengueerkrankung festgestellt. Bei neun ihrer Nachbarn wurden immunologische Hinweise auf eine überstandene Infektion gefunden. Keine dieser Personen hatte sich zuvor in Gebieten aufgehalten, in denen Dengue endemisch ist.
In der Nähe von Aix-en-Provence (Südfrankreich) wurde 2013 eine weitere lokal und wohl von der Asiatischen Tigermücke übertragene Dengueinfektion nachgewiesen. Im August 2015 wurden im südfranzösischen Nîmes zwei vor Ort erworbene Fälle von Dengue entdeckt.

## Überwachung und Bekämpfung

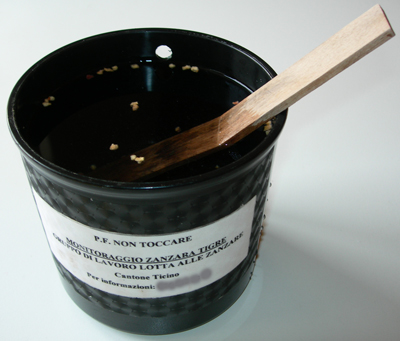
Eine Ovitrap für die Feststellung der Anwesenheit von Tigermücken. Die braunen Körner geben Bti ab, das eventuell ausschlüpfende Larven abtötet.

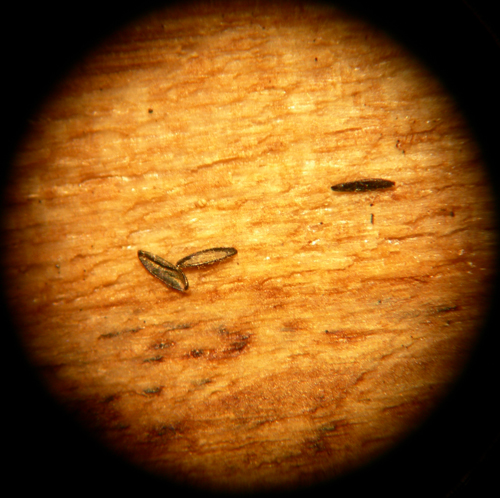
Getrocknete Eier der Asiatischen Tigermücke auf dem Holzpaddel einer Ovitrap

Durch die hohe Anpassungsfähigkeit der Asiatischen Tigermücke, den engen Kontakt zum Menschen und ihre Fortpflanzungsbiologie ist die Art schwer zu bekämpfen oder zu kontrollieren.
Um eine weitere Verbreitung und Festsetzung (Etablierung) zu verhindern, ist eine effiziente Überwachung möglicher Einfallsrouten notwendig. Zusätzlich zur Überwachung von Häfen, Lagerhäusern mit importierten Pflanzen und Reifenhalden sollten auch Tankstellen und Rastplätze an Autobahnen sowie Bahnhöfe mit Hilfe passender Methoden beobachtet werden.
Neben der Kontrolle möglicher Larvengewässer werden bei der Überwachung normalerweise sogenannte Ovitraps verwendet, schwarze Wasserbehälter, in denen Styroporblöckchen schwimmen oder kleine hölzerne Paddel die Wasseroberfläche berühren. Anwesende weibliche Tigermücken legen ihre Eier auf diese Oberflächen und werden so indirekt nachgewiesen, entweder durch die Bestimmung der Eier oder der Larven, die man im Labor aus ihnen schlüpfen lässt. Dies geschieht teilweise schon innerhalb weniger Stunden. Varianten dieser Fallen mit Klebefolien (sticky traps) halten die eiablegenden Mücken fest, sind in der Handhabung aber aufwendiger. Allerdings variieren die Ergebnisse und sind unter anderem abhängig von der Verfügbarkeit alternativer Eiablagegewässer. Sie werden deswegen am besten in größerer Zahl und in Kombination mit anderen Überwachungsmethoden eingesetzt.
Für den Fang erwachsener Tigermücken werden spezielle Fallen verwendet, die mit Hilfe eines Ventilators eine aufwärtsgerichtete und mit Ammoniak, Fettsäuren und Milchsäure versetzte Luftströmung produzieren, die in Form und Zusammensetzung der Duftfahne des menschlichen Körpers ähnelt. Durch Zusatz von Kohlendioxid kann ihre Wirksamkeit weiter gesteigert werden. Neben der Verwendung für den Nachweis des Vorkommens von Tigermücken werden solche Fallen auch verwendet, um den Erfolg von Bekämpfungsmaßnahmen schnell zu überprüfen oder gefangene Mücken auf vorhandene Krankheitserreger zu untersuchen. Dies erspart die vor allem bei Epidemien eingesetzte ethisch fragwürdige Methode, blutsuchende Mücken von Freiwilligen wegzufangen.
Die Bekämpfung der Asiatischen Tigermücke erfolgt, wenn möglich, im Rahmen einer Integrierten Stechmückenbekämpfung in der Kombination verschiedener Bekämpfungsmethoden. Zunächst sollten wassergefüllte Behälter, die als Eiablageorte dienen können, entleert oder abgedeckt werden. Pflanzenuntersetzer, im Freien stehende Vasen (zum Beispiel auf Friedhöfen), Astlöcher oder andere Vertiefungen, in denen sich Wasser sammeln kann, sind mit Sand oder feinem Kies gefüllt als Eiablageorte für Mücken unbrauchbar. Ansonsten werden stehendem Wasser Larvizide wie Bacillus thuringiensis israelensis (BTI), Spinosad oder Insekten-Wachstumsregulatoren wie Pyriproxyfen beigefügt. Der Umkreis der Nachweisstelle sollte zudem mit Insektiziden wie Pyrethroiden behandelt werden, um auch erwachsene Tiere zu töten. Auch Lockstoff-Fallen oder flächendeckend ausgebrachte tödliche Eiablagefallen können beitragen, Populationen einzudämmen und die Stichbelastung durch Tigermücken zu verringern. In der Nachfolge wird weiter überwacht, um den Erfolg der Maßnahmen festzustellen.
Neben der Überwachung und Bekämpfung ist die allgemein verständliche und umfassende Öffentlichkeitsarbeit eine wichtige Säule im Kampf gegen die Etablierung der Asiatischen Tigermücke.
In der Schweiz wurde 2011 ein Konzept für die Bekämpfung der Tigermücke und der von ihr übertragenen Krankheiten gemeinsam von den Bundesämtern für Gesundheit (BAG) und Umwelt (BAFU) herausgegeben. Seit 2022 wird die Sterile-Insekten-Technik auch in der Schweiz getestet. 2024 wurde ein Versuch mit sterilen Tigermücken in Morcote durchgeführt und 2025 in Losone. In Deutschland wurde überregional erstmals 2012 im Auftrag des Umweltbundesamtes nach Asiatischen Tigermücken und anderen invasiven Mücken gesucht.

## Rundfunkberichte
- Joachim Budde: Sterile Männchen und klebrige Fallen – Wie Deutschland die Tigermücke bekämpft In:Deutschlandfunk Hintergrund. 26. August 2016.

## Belege
1. 1 2  Richard C. Wilkerson, Yvonne-Marie Linton, Dina M. Fonseca, Ted R. Schultz, Dana C. Price, Daniel A. Strickman: Making Mosquito Taxonomy Useful: A Stable Classification of Tribe Aedini that Balances Utility with Current Knowledge of Evolutionary Relationships. In: PLoS ONE. Band 10, Nr. 7, e0133602, Juli 2015, doi:10.1371/journal.pone.0133602.
2. 1 2 3  J.-E. Scholte, F. Schaffner: Waiting for the tiger: establishment and spread of the Aedes albopictus mosquito in Europe. In: W. Takken, B. G. J. Knols (Hrsg.): Emerging pests and vector-borne diseases in Europe. Band 1, Wageningen Academic Publishers, Wageningen 2007, ISBN 978-90-8686-053-1.
3. ↑  Sarah Cunze, Judith Kochmann, Lisa K. Koch, Sven Klimpel: Niche conservatism of Aedes albopictus and Aedes aegypti – two mosquito species with different invasion histories. In: Scientific Reports. Band 8, Artikel Nummer 7733, 2018, doi:10.1038/s41598-018-26092-2.
Tigermücken sind noch auf dem Vormarsch. Auf: uni-frankfurt.de vom 17. Mai 2018.
4. 1 2 3  F. A. A. Skuse: The banded mosquito of Bengal. In: Indian Museum Notes. Band 3, Nr. 5, 1894, S. 20.
5. ↑  F. W. Edwards: Notes on the mosquitoes of Madagascar, Mauritius and Reunion. In: Bulletin of entomological research. Nr. 11, 1920, S. 133–138.
6. ↑  F. V. Theobald: A monograph of the Culicidae or mosquitoes. Band 1, British Museum (Natural History), London 1901. Zitiert in: K. Snow: The names of European mosquitoes: Part 7. In: European Mosquito Bulletin. Band 9, 2001, S. 4–8 (Volltext als PDF; 804 kB).
7. ↑  J. F. Reinert u. a.: Phylogeny and classification of Aedini (Diptera: Culicidae), based on morphological characters of all life stages. In: Zoological Journal of the Linnean Society. Band 142, 2004, S. 289–368.
8. ↑  J. F. Reinert, R. E. Harbach: Generic changes affecting European aedine mosquitoes (Diptera: Culicidae: Aedini) with a checklist of species. In: Journal of the European Mosquito Control Association, European Mosquito Bulletin. Band 19, 2005, S. 1–4 (Volltext als PDF; 650 kB).
9. ↑  Y.-M. Huang: Neotype designation for ‘Aedes (Stegomyia) albopictus’ (Skuse) (Diptera: Culicidae). In: Proceedings of the Entomological Society of Washington. Band 7, Nr. 4, 1968, S. 297–302.
10. ↑  K. Walker: Asian Tiger Mosquito (Aedes albopictus) Pest and Diseases Image Library. Update vom 22. Dezember 2007 (online (Memento vom 23. März 2012 im Internet Archive)).
11. 1 2  John N. Belkin: The Mosquitoes of the South Pacific (Diptera, Culicidae). University of California Press, Berkeley / Los Angeles 1962.
12. 1 2  Yiau-Min Huang: The subgenus Stegomyia of Aedes in the Afrotropical Region with keys to the species (Diptera: Culicidae). In: Zootaxa. Magnolia Press, Auckland 2004.
13. ↑  J. Lane: “Aedes (Stegomyia) cretinus” Edwards 1921 (Diptera: Culicidae). In: Mosquito Systematics. Band 14, Nr. 2, 1982, S. 81–84.
14. ↑  Yiau-Min Huang: A new species of Aedes (Stegomyia) from Thailand (Diptera: Culicidae). In: Proceedings of the Entomological Society of Washington. Band 71, Nr. 2, 1969, S. 234–239.
15. 1 2 3 4 5 6 7 8 9 10 11 12 13 14  W. A. Hawley: Review Article - The biology of Aedes albopictus. In: Journal of the American Mosquito Control Association. (Supplement) Band 4, 1988, S. 2–39.
16. 1 2 3 4  R. G. Estrada-Franco, G. B. Craig: Biology, disease relationship and control of Aedes albopictus (= Technical Paper. Nr. 42). Pan American Health Organization, Washington DC 1995.
17. ↑  H. Feltner, P. Ferrao: Evaluating Efficacy of the BG Lure Attractant Using Three Mosquito Trap Designs in the City of Alexandria, Virginia. Vortrag of der 33ten Jahreskonferenz der Mid-Atlantic Mosquito Control Association. 2008 (PDF; 3,8 MB (Memento vom 31. Juli 2009 im Internet Archive)).
18. 1 2  Umweltbundesamt: Asiatische Tigermücke.
19. ↑  G. Dalla Pozza, G. Majori: First record of Aedes albopictus establishment in Italy. In: Journal of the American Mosquito Control Association Band 8, Nr. 3, 1992, S. 318–320.
20. ↑  D. Roiz u. a.: A survey of mosquitoes breeding in used tires in Spain for the detection of imported potential vector species. In: Journal of Vector Ecology. Band 32, Nr. 1, 2007, S. 10–15.
21. ↑  Pinjun Yang: Laboratory study of predation by Curinus coeruleus (Coleoptera: Coccinellidae) on eggs of Aedes albopictus (Diptera: Culicidae). In: Proceedings of the Hawaiian Entomological Society. Band 38, 2006, S. 127–129.
22. ↑  H. H. Arshad, I. Sulaiman: Infection of ‘Aedes albopictus’ (Diptera: Culicidae) and ‘Ae. aegypti’ with ‘Lambornella stegomyiae’ (Ciliophora: Tetrahymenidae) In: Journal of Invertebrate Pathology. Band 66, 1995, S. 303–306.
23. ↑  I. Vythilingam u. a.: Distribution of 'Lambornella stegomyiae' in Malaysia and its Potential for the Control of Mosquitoes of Public Health Importance. In: Journal of Vector Ecology. Band 21, Nr. 1, 1996, S. 89–93.
24. ↑  M. Tseng: Ascogregarine parasites as possible biocontrol agents of mosquitoes. In: AMCA Bulletin. Band 23, Nr. 2, 2007, S. 30–35.
25. ↑  G. G. Marten, J. W. Reid: Cyclopoid Copepods. In: AMCA Bulletin. Band 23, Nr. 2, 2007, S. 65–92.
26. ↑  S. Sulaiman u. a.: Serological Identification of the Predators of Adult ‘Aedes albopictus’ (Skuse) (Diptera: Culicidae) in Rubber Plantations and a Cemetery in Malaysia. In: Journal of Vector Ecology.Band 21, Nr. 1, 1995, S. 22–25.
27. ↑  W. H. Hawley u. a.: Overwintering Survival of Aedes albopictus (Diptera: Culicidae) Eggs in Indiana. In:  Journal of Medical Entomology. Band 26, Nr. 2, 1989, S. 122–129.
28. ↑  S. M. Hanson, G. B. Craig: Aedes albopictus (Diptera: Culcidae) Eggs: Field Survivorship During Northern Indiana Winters. In: Journal of Medical Entomology. Band 32, Nr. 5, 1995, S. 599–604.
29. ↑  R. Romi u. a.: Cold acclimation and overwintering of female Aedes albopictus in Roma. In: Journal of the American Mosquito Control Association. Band 22, Nr. 1, 2006, S. 149–151.
30. ↑  M. S. Watson: Aedes (Stegomyia) albopictus: a literature review. In: Department of the Army. Fort Detrick MD, Miscellaneous Publications. Band 22, 1967, S. 1–38.
31. ↑  Aedes albopictus – current known distribution: February 2023. Auf: ecdc.europa.eu vom 27. März 2023.
32. ↑  A. J. Cornel, R. H. Hunt: Aedes albopictus in Africa? First records of live specimens in imported tires in Capetown. In: Journal of the American Mosquito Control Association. Band 7, 1991, S. 107–108.
33. ↑  H. M. Savage u. a.: First record of breeding populations of Aedes albopictus in continental Africa: Implications for arboviral transmission. In: Journal of the American Mosquito Control Association. Band 8, Nr. 1, 1992, S. 101–103.
34. ↑  D. Fontenille, J. C. Toto: Aedes (Stegomyia) albopictus (Skuse), a potential new Dengue vector in Southern Cameroon. In: Emerging Infectious Diseases. Band 7, 2001, S. 1066–1067 (online).
35. ↑  J. C. Toto, S. Abaga, P. Carnevale, F. Simard: First report of the oriental mosquito 'Aedes albopictus’ on the West African island of Bioko, Equatorial Guinea. In: Medical and Veterinary Entomology. Band 17, 2003, S. 343–346.
36. ↑  A. Krueger, R. M. Hagen: Short communication: First record of Aedes albopictus in Gabon, Central Africa. In: Tropical Medicine and International Health. Band 12, 2007, S. 1105–1107.
37. ↑  N. Haddad u. a.: Presence of Aedes albopictus in Lebanon and Syria. In: Journal of the American Mosquito Control Association. Band 23, Nr. 2, 2007, S. 226–228.
38. ↑  R. C. Russel u. a.: Aedes (Stegomyia) albopictus - A Dengue Threat for Southern Australia? In: Communicable Diseases Intelligence. Band 29, Nr. 3, 2005, S. 296–298.
39. ↑  J. G. B. Derraik: A Scenario for Invasion and Dispersal of Aedes albopictus (Diptera: Culicidae) in New Zealand. In: Journal of Medical Entomology. Band 43, Nr. 1, 2006, S. 1–8.
40. ↑  S. A. Ritchie: Discovery of a Widespread Infestation of Aedes albopictus in the Torres Strait, Australia. In: Journal of the American Mosquito Control Association. Band 22, Nr. 3, 2006, S. 358–365.
41. ↑  Die Tigermücke fliegt nordwärts. In: NZZ Online. 25. April 2012.
42. 1 2  Badische Zeitung: Auch im Elsass gehen die Behörden gegen die Tigermücke vor. 27. Juli 2023, abgerufen am 18. September 2023.
43. ↑  A. Samanidou-Voyadjoglou u. a.: Confirmation of Aedes albopictus (Skuse) (Diptera:Culicidae) in Greece. In: European Mosquito Bulletin. Band 19, 2005, S. 10–11 (Volltext als PDF; 660 kB).
44. ↑  K. Oter u. a.: First record of Stegomyaia albopicta in Turkey determined by active ovitrap surveillance and DNS barcoding. Abstract Book, E-SOVE 2012, S. 125 (Volltext als PDF; 4,72 MB).
45. ↑  O. Šebesta, I. Rudolf, L. Betášová, J. Peško, Z. Hubálek: An invasive mosquito species Aedes albopictus found in the Czech Republic, 2012. In: Eurosurveillance. Band 17, Nr. 43, 25. Oktober 2012, ISSN 1560-7917, S. 20301, doi:10.2807/ese.17.43.20301-en (eurosurveillance.org [abgerufen am 30. April 2025]).
46. ↑  M. Miguel u. a.: First detection of Aedes albopictus (Diptera: Culicidae) in the Balearic Islands (Spain) and assessment of its establishment according to the ECDC guidelines. In: Journal of the European Mosquito Control Association. (JEMCA) Band 31, 2013, S. 8–11 (Volltext als PDF; 309 kB).
47. ↑  Liviu F. Prioteasa, Sorin Dinu, Elena Fălcuţă, Cornelia S. Ceianu: Established Population of the Invasive Mosquito Species Aedes albopictus in Romania, 2012-14. In: Journal of the American Mosquito Control Association. Band 31, Nr. 2, Juni 2015, ISSN 8756-971X, S. 177–181, doi:10.2987/14-6462R, PMID 26181695 (nih.gov [abgerufen am 30. April 2025]).
48. ↑  Jolyon M. Medlock, Alexander GC Vaux, Benjamin Cull, Francis Schaffner, Emma Gillingham, Valentin Pfluger, Steve Leach: Detection of the invasive mosquito species Aedes albopictus in southern England. In: The Lancet Infectious Diseases. Band 17, Nr. 2, 1. Februar 2017, ISSN 1473-3099, S. 140, doi:10.1016/S1473-3099(17)30024-5, PMID 28134111 (thelancet.com [abgerufen am 30. April 2025]).
49. ↑  B. Pluskota u. a.: First record of Stegomyia albopicta (Skuse) (Diptera: Culicidae) in Germany. In: European Mosquito Bulletin. Band 26, 2008, S. 1–5 (Volltext als PDF; 257 kB).
50. ↑  D. Werner, M. Kronefeld, F. Schaffner, H. Kampen: Two invasive mosquito species, Aedes albopictus and Aedes japonicus japonicus, trapped in south-west Germany, July to August 2011. In: Eurosurveillance. Band 17, Nr. 4, 26. Januar 2012, ISSN 1560-7917, S. 20067, doi:10.2807/ese.17.04.20067-en (eurosurveillance.org [abgerufen am 30. April 2025]).
51. ↑  Tigermückenbekämpfung Weil am Rhein. Abgerufen am 23. Mai 2020.
52. ↑  Badische Zeitung: Weil am Rhein rechnet damit, dass die Tigermücken-Population wächst - Weil am Rhein - Badische Zeitung. Abgerufen am 23. Mai 2020.
53. ↑  Justin Pietsch: Süddeutschland: Japanische Buschmücke breitet sich immer weiter aus. In: Die Welt. 31. Mai 2011 (welt.de [abgerufen am 23. Mai 2020]).
54. ↑  Norbert Becker, Martin Geier, Carsten Balczun, Udo Bradersen, Katrin Huber, Ellen Kiel, Andreas Krüger, Renke Lühken, Claus Orendt, Anita Plenge-Bönig, Andreas Rose, Günter A. Schaub, Egbert Tannich: Repeated introduction of Aedes albopictus into Germany, July to October 2012. In: Parasitology Research. Band 112, Nr. 4, 1. April 2013, ISSN 1432-1955, S. 1787–1790, doi:10.1007/s00436-012-3230-1 (springer.com [abgerufen am 30. April 2025]).
55. ↑  Doreen Werner, Helge Kampen: Aedes albopictus breeding in southern Germany, 2014. In: Parasitology Research. Band 114, Nr. 3, 1. März 2015, ISSN 1432-1955, S. 831–834, doi:10.1007/s00436-014-4244-7 (springer.com [abgerufen am 30. April 2025]).
56. ↑  Katharina Meyer: Die Tigermücke setzt sich in Südbaden fest. In: Badische-zeitung.de. 24. Juli 2015.
57. ↑  freiburg.de, 20. Juni 2016, Stadt Freiburg beauftragt Fachstelle mit Beobachtung und Bekämpfung der Tigermücke sowie Prävention und Information. (Memento vom 31. Juli 2017 im Internet Archive) (17. September 2017).
58. ↑  badische-zeitung.de, 16. September 2017, Fabian Vögtle: So kämpft die Task-Force gegen die Freiburger Tigermücken-Plage (17. September 2017).
59. ↑  spiegel.de, 17. Juli 2017: Massensterilisation soll Tigermücken in Deutschland ausrotten. Auf: spiegel.de vom 17. September 2017.
60. ↑  Asiatische Tigermücke in Frankfurt nachgewiesen. (Memento vom 18. September 2019 im Internet Archive) Im Original publiziert auf hessenschau.de vom 18. September 2019.
61. ↑  Alexandra Voigt: Große Population: Tigermücke sorgt in Fürth für Unbehagen. In: nordbayern.de. Verlag Nürnberger Presse, 17. Juli 2022, abgerufen am 21. Juli 2022.
62. ↑  LAGeSo Berlin: Asiatische Tigermücke. Fundorte und Maßnahmen. In: berlin.de. 2024, archiviert vom Original am 17. November 2024.
63. ↑  LAGeSo Berlin,  SenWGP Berlin: Asiatische Tigermücke erneut in Berlin nachgewiesen. In: berlin.de. 21. Juli 2022, archiviert vom Original am 30. April 2025.
64. ↑  Badische Zeitung: Die Tigermücke ist nach Südbaden gekommen, um zu bleiben. 24. Oktober 2022, abgerufen am 18. September 2023.
65. ↑  Badische Zeitung: Landratsamt Breisgau-Hochschwarzwald: Tigermücken breiten sich in der Region aus und sollen bekämpft werden. 3. Mai 2023, abgerufen am 18. September 2023.
66. ↑  Badische Zeitung: Im Mahlberger Ortsteil Orschweier wurde eine asiatische Tigermücke entdeckt. 24. August 2023, abgerufen am 18. September 2023.
67. ↑  Badische Zeitung: Die Stadt Rheinfelden bittet um Hilfe bei Bekämpfung der Tigermücke. 15. Juni 2023, abgerufen am 18. September 2023.
68. ↑  Badische Zeitung: Bei der Tigermücke kommt es auf die Mithilfe der Weiler Bürger an. 7. September 2023, abgerufen am 18. September 2023.
69. ↑  Stuttgart Journal: Tigermücken-Bekämpfung in Stuttgart: Gesundheitsamt ruft auf. 23. Dezember 2023, abgerufen am 23. Dezember 2023.
70. ↑  Badische Zeitung: In Neuenburg herrscht eine Tigermücken-Plage. 18. September 2023, abgerufen am 22. September 2023.
71. ↑  Süddeutsche Zeitung: Tigermücke etabliert sich in zwei Münchner Stadtteilen datum=2025-07-21. Abgerufen am 21. Juli 2025.
72. 1 2  Bernhard Seidel, Norbert Nowotny, Alexander Indra & Franz Allerberger Emergence of the Asian tiger mosquito, Aedes (Stegomyia) albopictus (Diptera: Culicidae) in two geographically separated Austrian provinces, May and September 2012. In: Beiträge zur Entomofaunistik. Band 16, 2015, S. 83–88.
73. ↑  Karin Bakran-Lebl, Carina Zittra, Josef Harl, Bita Shahi-Barogh, Andreas Grätzl, David Ebmer, Francis Schaffner, Hans-Peter Führer: Arrival of the Asian tiger mosquito, Aedes albopictus (Skuse, 1895) in Vienna, Austria and initial monitoring activities. In: Transboundary and Emerging Diseases. Band 68, Nr. 6, 2021, S. 3145–3150, doi:10.1111/tbed.14169.
74. ↑  Hans-Peter Führer, Ellen Schöner, Stefanie Weiler, Bita Shahi Barogh, Carina Zittra, Gernot Walder: Monitoring of alien mosquitoes in Western Austria (Tyrol, Austria, 2018). In: PLoS Negleted Tropical Diseases. Band 14, Nr. 6, 2020, Artikel e0008433, doi:10.1371/journal.pntd.0008433.
75. ↑  Übertragen Tessiner Mücken bald Zika-Virus? (Meldung "20 min") Auf: 20min.ch vom 31. Januar 2016; zuletzt abgerufen am 6. September 2016.
76. 1 2 3  Untersuchungen des Tigermückenbestandes im Obstberg. In: bern.ch. Direktion für Tiefbau, Verkehr und Stadtgrün der Stadt Bern, 6. Mai 2022, abgerufen am 7. Mai 2022.
77. ↑  Badische Zeitung: Die Tigermücke taucht im Kanton Baselland auf - Baselland - Badische Zeitung. Abgerufen am 23. Mai 2020.
78. ↑  Mithilfe bei der Tigermückenbekämpfung. Bau- und Umweltschutzdirektion des Kantons Basel-Land, 21. April 2021, abgerufen am 27. April 2021.
79. ↑  Tipps an die Bevölkerung - Basel sagt der Tigermücke den Kampf an. In: srf.ch. 28. Mai 2019, abgerufen am 28. Mai 2019.
80. ↑  Neue Informationskampagne zur Bekämpfung der Tigermücke in Basel-Stadt. Gesundheitsdepartement des Kantons Basel-Stadt, 21. April 2021, abgerufen am 27. April 2021.
81. ↑  St Gallen VADIAN. NET AG: Mit Winterputz gegen die zunehmende Tigermücken-Plage. Abgerufen am 26. November 2024.
82. ↑  Invasive Stechmücke - Tigermücke breitet sich aus: Zwei Populationen im Aargau entdeckt. In: srf.ch. 14. Mai 2024, abgerufen am 14. Mai 2024.
83. ↑  Miriam Kull: Gekommen, um zu bleiben - Tigermücke in der Schweiz: Verbreitung, Risiken und Massnahmen. In: srf.ch. 25. Juli 2025, abgerufen am 25. Juli 2025.
84. ↑  P. Reiter, R. F. Darsie: Aedes albopictus in Memphis, Tennessee (USA): an achievement of modern transportation? In: Mosquito News. Band 44, Nr. 3, 1984, S. 296–399.
85. ↑  D. Sprenger, T. Wuithiranyagool: The discovery and distribution of Aedes albopictus in Harris County, Texas. In: Journal of the American Mosquito Control Association. Band 2, Nr. 2, 1985, S. 217–219.
86. ↑  C. G. Moore, C. J. Mitchell: Aedes albopictus in the United States: Ten-Year Presence and Public Health Implications. In: Emerging Infectious Diseases. Band 3, Nr. 3, 1997, S. 329–334.
87. ↑  O. P. Forattini: Aedes (Stegomyia) albopictus (Skuse) identification in Brazil. In: Revista de Saude Publics. (Sao Paulo) Band 20, 1986, S. 244–245.
88. ↑  CDC [Centers for Disease Control]: Update: Aedes albopictus infestation United States, Mexico. In: Morbidity and mortality weekly report. Nr. 38, 1989, S. 445–446.
89. ↑  M. E. Cuéllar-Jiménez u. a.: Detectión de Aedes albopictus (Skuse) (Diptera: Culicidae) en la ciudad de Cali, Valle del Cauca, Colombia. In: Biomédica. Nr. 27, 2007, S. 273–279.
90. ↑  L. P. Lounibos: Competitive displacement and reduction. In: American Mosquito Control Association Bulletin. (AMCA Bulletin) Band 23, 2007, S. 276–282.
91. ↑  S. K. Gilotra u. a.: Observations on possible competitive displacement between populations of ‘Aedes aegypti’ Linnaeus and ‘Aedes albopictus’ Skuse in Calcutta. In: WHO Bulletin. Band 37, 1967, S. 437–446.
92. ↑  J. A. Hornby, T. W. Miller: ‘Aedes albopictus’ distribution, abundance, and colonization in Lee County, Florida, and its effect on ‘Aedes aegypti’. In: Journal of the American Mosquito Control Association. Band 10, 1994, S. 397–402.
93. ↑  G. F. O’Meara u. a. (1995): Spread of ‘Aedes albopictus’ and decline of ‘Ae. aegypti’ (Diptera: Culicidae) in Florida. In: Journal of Medical Entomology. Band 32, 1995, S. 554–562.
94. 1 2  M. Carrieri u. a.: On the Competition Occurring Between 'Aedes albopictus’ and 'Culex pipiens’ (Diptera: Culicidae) in Italy. In: Environmental Entomology. Band 32, Nr. 6, 2003, S. 1313–1321.
95. ↑  L. E. Rozeboom, J. R. Bridges: Relative population densities of ‘Aedes albopictus’ and ‘A. guamensis’ on Guam. In: WHO Bulletin. Band 46, 1972, S. 477–483.
96. ↑  P. Hochedez u. a.: Chikungunya Infection in Travelers. In: Emerging Infectious Diseases. Band 12, Nr. 10, 2006, ISSN 1080-6040, S. 1565–1567 (PDF; 128 kB).
97. ↑  Gilda Grard, Mélanie Caron, Illich Manfred Mombo u. a.: Zika Virus in Gabon (Central Africa) – 2007: A New Threat from Aedes albopictus? In: PLOS Neglected Tropical Diseases. 6. Februar 2014, doi:10.1371/journal.pntd.0002681.
98. ↑  Pei-Sze Jeslyn Wong, Mei-zhi Irene Li, Chee-Seng Chong u. a.: Aedes (Stegomyia) albopictus (Skuse): A Potential Vector of Zika Virus in Singapore. In: PLOS Neglected Tropical Diseases. 1. August 2013, doi:10.1371/journal.pntd.0002348.
99. ↑  Zikavirus-Infektionen: Antworten auf häufig gestellte Fragen. Auf: rki.de vom 29. Januar 2016.
100. ↑  N. G. Gratz: Critical review of the vector status of ‘Aedes albopictus’. In: Medical and Veterinary Entomology. Band 18, Nr. 3, 2004, S. 215–227, PMID 15347388.
101. ↑  ProMED-mail (2006) Chikungunya - Indian Ocean update (32) - 14. Okt. 2006 - Archive Number 20061014.2953.
102. ↑  Angelini u. a.: Chikungunya in north-eastern Italy: a summing up of the outbreak. In: Eurosurveillance Weekly Release - Surveillance Report. Band 12, Nr. 11, 2007 (online (Memento vom 26. Dezember 2007 im Internet Archive)).
103. ↑  Bundesamt für Umwelt BAFU: Gesundheitsgefährdende Organismen: Jagd auf die Tigermücke. (Memento vom 16. September 2014 im Internet Archive)
104. ↑  K. A. Tsetsarkin u. a.: A Single Mutation in Chikungunya Virus Affects Vector Specificity and Epidemic Potential. In: PLOS Pathogens. Band 3, Nr. 12, 2007, S. e201, doi:10.1371/journal.ppat.0030201.
105. ↑  Delisle u. a.: Chikungunya outbreak in Montpellier, France, September to October 2014. In: Eurosurveillance. Band 20, Nr. 17, 2015, S. 21108.
106. ↑  WHO Chikungunya – Spain. Disease outbreak news. 10. August 2015.
107. ↑  Alarcón-Elbal u. a.: Updated distribution of Aedes albopictus (Diptera: Culicidae) in Spain: new findings in the mainland Spanish Levante, 2013. In: Memórias do Instituto Oswaldo Cruz. Nr. 109, 2014, S. 782–786, doi:10.1590/0074-0276140214.
108. ↑  La Ruche u. a.: First two autochthonous dengue virus infections in metropolitan France, September 2010. In: Euro Surveill. 2010, Band 15, Nr. 39, Artikel-ID: 19676.
109. ↑  Gjenero-Margan u. a.: Autochthonous dengue fever in Croatia, August–September 2010. In: Eurosurveillance. Band 16, Nr. 9, 2011, Artikel-ID: 19805.
110. ↑  Marchand u. a.: Autochthonous case of dengue in France, October 2013. In: Eurosurveillance. Band 18, Nr. 50, 2013, Artikel-ID: 20661.
111. ↑  Chikungunya et dengue - Données de la surveillance renforcée en France métropolitaine en 2015 (Memento vom 24. September 2015 im Internet Archive). Mitteilung vom 24. August 2015 auf der Website des französischen Institut de Veille Sanitaire (InVS); abgerufen am 24. August 2015.
112. 1 2  Schweizerische Eidgenossenschaft, Bundesamt für Umwelt (BAFU), Bundesamt für Gesundheit (BAG): Konzept 2011 für die Bekämpfung der Tigermücke Aedes albopictus und der von ihr übertragenen Krankheiten in der Schweiz. 2011 (Volltext als PDF; 392 kB).
113. ↑  European Centre for Disease Prevention and Control: Guidelines for the surveillance of invasive mosquitoes in Europe. ECDC, Stockholm 2012, ISBN 978-92-9193-378-5, doi:10.2900/61134, (Volltext als PDF).
114. ↑  L. Facchinelli u. a.: Development of a novel sticky trap for container-breeding mosquitoes and evaluation of its sampling properties to monitor urban populations of ‘Aedes albopictus’. In: Medical and Veterinary Entomology. Band 21, Nr. 2, 2007, S. 183–195. PMID 17550438.
115. ↑  R. A. Gama u. a.: Evaluation of the sticky MosquiTRAP™ for detecting 'Aedes (Stegomyia) aegypti' (L.) (Diptera: Culicidae) during the dry season in Belo Horizonte, Minas Gerais, Brazil. In: Neotropical Entomology. Band 36, Nr. 2, 2007 (online).
116. ↑  Meeraus u. a.: Field Comparison of Novel and Gold Standard Traps for Collecting ‘Aedes albopictus’ in Northern Virginia. Vortrag auf der 32. Jahreskonferenz der Mid-Atlantic Mosquito Control Association. 2007. (PDF; 1 MB) (Memento vom 27. Juli 2011 im Internet Archive)
117. ↑  K. Foley: The BG-Sentinel Trap. Vortrag beim jährlichen Treffen der Virginia Mosquito Control Association. 2007. (PDF; 300 kB) (Memento vom 13. Oktober 2007 im Internet Archive)
118. 1 2 3  Frédéric Baldacchino, Beniamino Caputo, Fabrice Chandre, Andrea Drago, Alessandra della Torre, Fabrizio Montarsi, Annapaola Rizzoli: Control methods against invasive Aedes mosquitoes in Europe: a review. In: Pest Management Science. Band 71, Nr. 11, 2015, ISSN 1526-4998, S. 1471–1485, doi:10.1002/ps.4044 (wiley.com [abgerufen am 30. April 2025]).
119. ↑  BG-Sentinel mosquito trap. Auf: bg-sentinel.com
120. ↑  Unfruchtbare Männchen: Eine neue Methode im Kampf gegen die Tigermücke. In: bafu.admin.ch. 10. Mai 2023, abgerufen am 14. Mai 2024.
121. ↑  Iwan Santoro: Genmanipulierte Insekten - Sterile Tigermücken im Tessin erfolgreich ausgesetzt. In: srf.ch. 17. Juli 2025, abgerufen am 17. Juli 2025.
122. ↑  E. Tannich: Auswirkungen des Klimawandels auf die Verbreitung krankheitsübertragender Tiere. Importwege und Etablierung invasiver Mücken in Deutschland. Bernhard-Nocht-Institut für Tropenmedizin, März 2014 (Volltext als PDF. (Memento vom 23. September 2015 im Internet Archive))